# Nieder Seifersdorf
Nieder Seifersdorf (regional auch verkürzt Seifersdorf; obersorbisch Šiborćicy) ist ein Ortsteil der ostsächsischen Gemeinde Waldhufen im Landkreis Görlitz. Das Oberlausitzer Kirchdorf ist – ausgehend von den urkundlichen Erwähnungen – das älteste der vier großen Dörfer in der Gemeinde.

## Geographie
Nieder Seifersdorf ist ein langgestrecktes Waldhufendorf am Oberlauf des Schwarzen Schöps zwischen dem Stausee Quitzdorf im Norden, den Königshainer Bergen im Südosten und der Hohen Dubrau im Westen. Südlich der Ortschaft verläuft die neu gebaute Strecke Bautzen–Görlitz der Bundesautobahn 4, die dort eine nach dem Ort benannte Anschlussstelle hat.
Die mit Nieder Seifersdorf verbundenen Dörfer Attendorf und Baarsdorf befinden sich unmittelbar nordöstlich der Ortslage. Umliegende Orte sind Jänkendorf im Norden, Ullersdorf im Nordosten, Wiesa im Osten, Thiemendorf im Südosten, Arnsdorf und Döbschütz im Süden, Prachenau im Südwesten und Diehsa im Nordwesten.

## Geschichte

### Ortsgeschichte

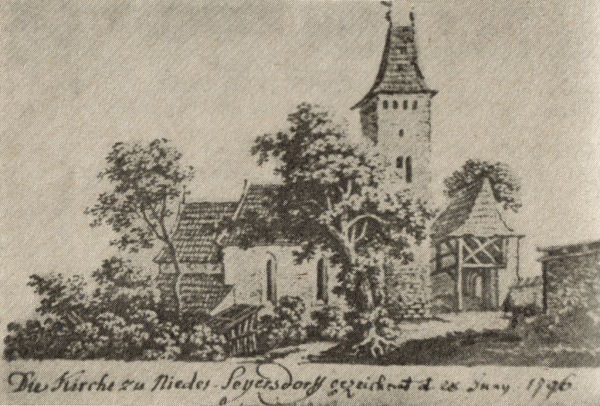
Federzeichnung der Nieder Seifersdorfer Kirche von Johann Gottfried Schultz (1796)

Die Waldhufendörfer Nieder Seifersdorf und Attendorf wurden im Zuge der zweiten Phase der deutschen Ostsiedlung von thüringischen und fränkischen Bauern gegründet. Obwohl Attendorf ursprünglich ein eigenständiges Dorf gewesen sein mag, war es in der Verwaltung recht bald mit Nieder Seifersdorf verbunden.
In einer Urkunde vom 22. Februar 1238 schenkte der böhmische König Wenzel I. die Niederdörfer des Görlitzer Weichbilds dem Kloster St. Marienthal bei Ostritz, jedoch ohne Nennung der einzelnen Orte. Auf den Tag genau ein Jahr später wurde die Schenkung auf Betreiben seiner Gemahlin Kunigunde von Staufen bestätigt und die Dörfer darin namentlich genannt: Siversdorf, Odreniz, Ottindor, Merowe, Muzlawiz, Gorhe, Porode, Prochinowe. Diese Bestätigungsurkunde aus dem Jahr 1239 gilt als urkundliche Ersterwähnung einiger dieser Dörfer, darunter Nieder Seifersdorf und Attendorf. Eine ins Jahr 1234 datierte Urkunde mit der Nennung des Ortes Syfridistorph, die manchmal Nieder Seifersdorf zugeordnet wird, soll sich auf einen Ort nördlich des Klosters beziehen, der zugunsten der Klostererweiterung gewüstet wurde.
Die spätromanische Wehrkirche St. Ursula und St. Gallus aus dem 13. Jahrhundert ersetzte womöglich eine seit der Ortsgründung bestehende Kapelle, die von Reichenbach/O.L. aus betreut wurde. Umgeben ist die Kirche von einer starken Mauer, wodurch sie in Kriegszeiten den Einwohnern als Wehrkirche diente.
In den Hussitenkriegen hatten Nieder Seifersdorf und Attendorf 1427 zusammen 68 Mann, 4 Hauptleute und 3 Wagen zu stellen.
In einer Nachricht aus dem Jahr 1536 wird erstmals ein Lehrer erwähnt. Möglicherweise gab es bereits vorher schon Unterricht in Nieder Seifersdorf, da im Jahr 1507 von einem örtlichen Schreiber berichtet wird.
Die Reformation setzte in Nieder Seifersdorf verhältnismäßig spät ein. Während andere Kirchgemeinden der Region zwischen 1525 und 1540 reformiert wurden, hielt sich der Katholizismus durch das Kloster noch bis in die sechziger Jahre jenes Jahrhunderts. Die dem Evangelium zugeneigte Äbtissin Ursula Laubig sorgte dafür, dass ihr Bruder Valentin Laubig 1564 als Pfarrer in Nieder Seifersdorf eingesetzt wurde. Durch ihn wurde die Kirchgemeinde – bestehend aus Attendorf, Baarsdorf, Nieder Seifersdorf und Ödernitz – evangelisiert.
Durch den Prager Frieden von 1635 kamen die böhmischen Kronländer Ober- und Niederlausitz an das Kurfürstentum Sachsen. Unter sächsischer Herrschaft verblieb Nieder Seifersdorf bis zur Teilung des Königreiches Sachsen im Jahr 1815, als infolge des Wiener Kongresses unter anderem der größere Teil der Oberlausitz an Preußen fiel. Mit Gründung des Kreises Rothenburg unterstand die Gemeinde Nieder Seifersdorf diesem seit 1816.
Im Nieder-Seifersdorfer Gerichtskretscham wurde 1821 die Aufhebung der Leibeigenschaft verkündet, die Einwohner hatten jedoch noch einige Jahrzehnte eine Leibrente zu zahlen. Im Juni 1850 hatte das Kloster St. Marienthal in Nieder Seifersdorf keine Ländereien mehr, das Patronatsrecht über die Kirche trat das Kloster 1862 an den preußischen Staat ab.
Ab 1911 erhielten die ersten Anwesen einen Anschluss ans Stromnetz.
Zum 1. April 1938 wurde Baarsdorf nach Nieder Seifersdorf eingemeindet, wodurch die Gemeinde nun aus den drei Orten Attendorf, Baarsdorf und Nieder Seifersdorf bestand.
Das Gut wurde im Rahmen der Bodenreform nach dem Zweiten Weltkrieg enteignet und dessen Ländereien an mehrere Bauern verteilt.
Durch die Verwaltungsreform von 1952 wurde die seit 1945 wieder sächsische Gemeinde dem Kreis Niesky angeschlossen, wobei die Grenze zum Kreis Görlitz wie schon zuvor unmittelbar südlich der Ortschaft verlief.
Am 1. März 1994 schlossen sich im Rahmen der sächsischen Gemeindegebietsreform die Gemeinden Diehsa, Jänkendorf, Nieder Seifersdorf und Thiemendorf zur neuen Gemeinde Waldhufen zusammen.

### Bevölkerungsentwicklung
| Jahr | Einwohner |
| ---- | --------- |
| 1825 | 1009      |
| 1863 | 1186      |
| 1871 | 1285      |
| 1885 | 1107      |
| 1905 | 940       |
| 1925 | 901       |
| 1939 | 1062      |
| 1946 | 1286      |
| 1950 | 1328      |
| 1964 | 1088      |
| 1971 | 1073      |
| 1988 | 882       |
| 1990 | 857       |
| 1993 | 850       |
| 1999 | 842       |
| 2002 | 846       |
| 2008 | 809       |
| 2011 | 780       |
| 2014 | 757       |

Aus der Anzahl der zum Kampf gegen die Hussiten zu stellenden Mann lässt sich auf eine Einwohnerzahl von etwa 300 im Jahr 1427 schließen.
Mitte des 16. Jahrhunderts lebten in Nieder Seifersdorf 59 besessene Mann, in Attendorf wirtschafteten 5 besessene Mann. Deren Zahl sank in den folgenden zwei Jahrhunderten (zum Teil auch durch die Folgen des Dreißigjährigen Krieges sowie der drei Schlesischen Kriege), so dass bei der Landesexamination 1777 insgesamt nur noch 19 besessene Mann gezählt wurden. Daneben waren nun 40 Gärtner und 84 Häusler im Ort wohnhaft, von denen viele handwerklichen Tätigkeiten nachgingen.
Bei der ersten gleichen Volkszählung in Preußen im Jahr 1825 wurden für Nieder Seifersdorf (mit Attendorf) 1009 Einwohner gezählt. Diese Zahl stieg bis 1871 auf 1285, fiel bis 1925 jedoch auf 901 ab. 1939 lag die Einwohnerzahl durch die Eingemeindung von Baarsdorf (1925 mit 115 Einwohnern) wieder über 1000 und stieg nach Kriegsende infolge der Aufnahme einiger Flüchtlinge und Vertriebener bis 1950 auf über 1300 an.
Bereits bei der Erhebung im Jahr 1964 war die Einwohnerzahl wieder unter den Stand von 1100 gesunken, dieser konnte jedoch bis zur Bevölkerungserhebung 1971 gehalten werden. Danach setzte allmählich ein Rückgang ein, so dass in rund 20 Jahren die Bevölkerungszahl um mehr als 200 auf etwa 850 Einwohner sank.

### Ortsname
Urkundliche Erwähnungen des Ortsnamens sind unter anderem Siverdesdorf (1239), Sigfridisdorf (1386), Seifirsdurff (1431), Seiferßdorff (1495), Nieder Seyfersdorff (1759), Nieder Seyfersdorf (1791) und Nieder Seifersdorf (1845). Das erst im 18. Jahrhundert ergänzte Namenspräfix dient der besseren Unterscheidung von Oberseifersdorf bei Zittau.
Der Ortsname Sigfridisdorf (1386) legt nahe, dass es sich um das Dorf eines Sigfrid oder Sigifrid handelt, der vermutlich der Lokator war, durch den der Ort angelegt wurde.

## Sehenswürdigkeiten

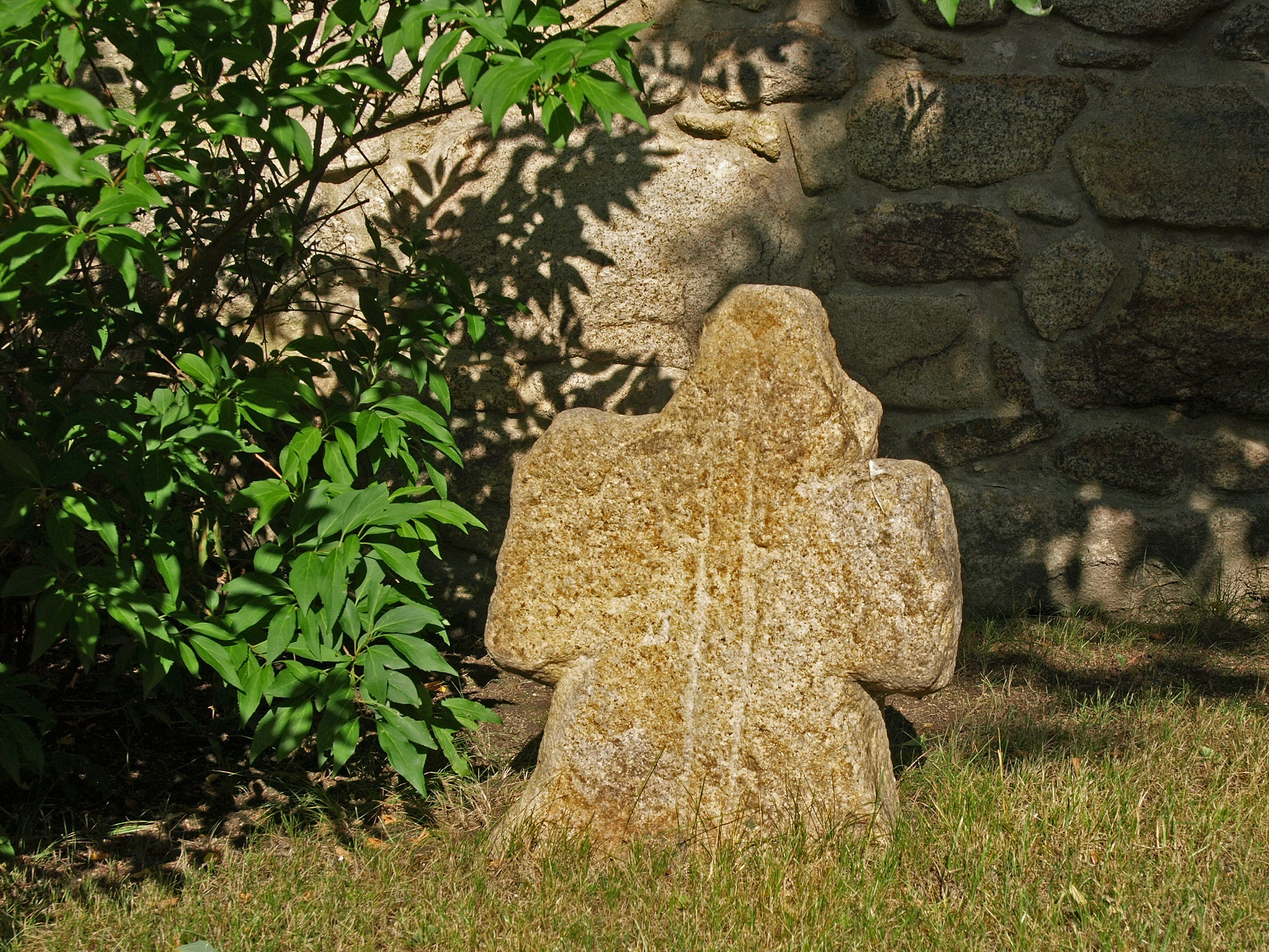
Steinkreuz in Nieder Seifersdorf

Im Zentrum Nieder Seifersdorfs steht das Städt’l, ein Ensemble aus Kirche, Pfarrhaus, einigen weiteren Gebäuden und der Wehrmauer. Das Städt’l bietet Räumlichkeiten für örtliche Vereine und ist Veranstaltungsort für Konzerte, Feste und den jährlichen Weihnachtsmarkt. Wertvoll sind außerdem 40 Malereien in der Kirche, die zum Teil Motive aus der Schaeffer-Bibel darstellen.
Vor der Kirchhofsmauer steht ein mittelalterliches Sühnekreuz mit einem eingeritzten Schwert aus der Zeit bevor ein Mord mit der Todesstrafe geahndet wurde. Der Baarsdorfer Bauer Hans Friedrich hatte 1440 den ebenfalls aus Baarsdorf stammenden Bauern Peter Mollner im Streit erschlagen. Laut Urteil hatte er innerhalb eines Jahres eine Wallfahrt nach Aachen durchzuführen, außerdem musste er den Angehörigen Abbitte leisten, Wehrgeld entrichten und ein steinernes Kreuz setzen.